# Mbanda (Dibang)
Mbanda est un village de la région du Centre du Cameroun, situé dans la commune de Dibang. 

## Population et développement
En 1962, la population de Mbanda était de 154 habitants. La population de Mbanda était de 141 habitants dont 76 hommes et 65 femmes, lors du recensement de 2005.     